# Nils Ušakovs
Nils Ušakovs eller Nil Usjakov (russisk: Нил Валерьевич Ушаков) (8. juni 1976 i Riga i Lettiske SSR) er en lettisk journalist og politiker, og fra 2009-2019 borgmester i Riga, derefter Europaparlamentsmedlem.
Ušakovs har siden november 2005 været leder af den socialdemokratiske parti-alliance Saskaņas Centrs, der nyder støtte fra Letlands store russiske mindretal. 

## Borgmester i Riga
Ušakovs blev valgt som medlem af den 9. Saeima i 2006. Efter de lettiske lokalvalg i 2009, blev Ušakovs af en flertalskoalition, bestående af Saskaņas Centrs og LPP/LC-fraktionen nomineret til posten som formand for Rigas Byråd af, hvilket i praksis betød at Ušakovs blev borgmester i Riga, hovedstaden i Letland, fra den 1. juli 2009. Han var den første borgmester i Riga fra Letlands russiske mindretal siden landet genvandt sin selvstændighed i 1991. Ušakovs' popularitet blandt Rigas indbyggere steg, og 73 procent af byens indbyggere var tilfredse med ham ifølge en rundspørge i december 2010.
5. april 2019 valgte Letlands minister for miljø og regional udvikling Juris Pūce at suspendere Ušakovs fra borgmesterposten på baggrund af anklager om forskellige former for dårlig forvaltningsskik, som angiveligt havde ført til store økonomiske tab for Riga. Sagen endte med at Ušakovs selv trak sig tilbage 29. maj samme år.

## Europa-parlamentariker
25. februar 2019 offentliggjorde Ušakovs, at han stillede op til Europa-Parlamentet. Han blev valgt og sidder fortsat i Gruppen for Det Progressive Forbund af Socialdemokrater i Europa-Parlamentet.